# Saint-Julien-en-Saint-Alban
Saint-Julien-en-Saint-Alban är en kommun i departementet Ardèche i regionen Auvergne-Rhône-Alpes i sydöstra Frankrike. Kommunen ligger  i kantonen Chomérac som ligger i arrondissementet Privas. År 2022 hade Saint-Julien-en-Saint-Alban 1 464 invånare.

## Befolkningsutveckling
Antalet invånare i kommunen Saint-Julien-en-Saint-Alban
Referens: INSEE

## Galleri

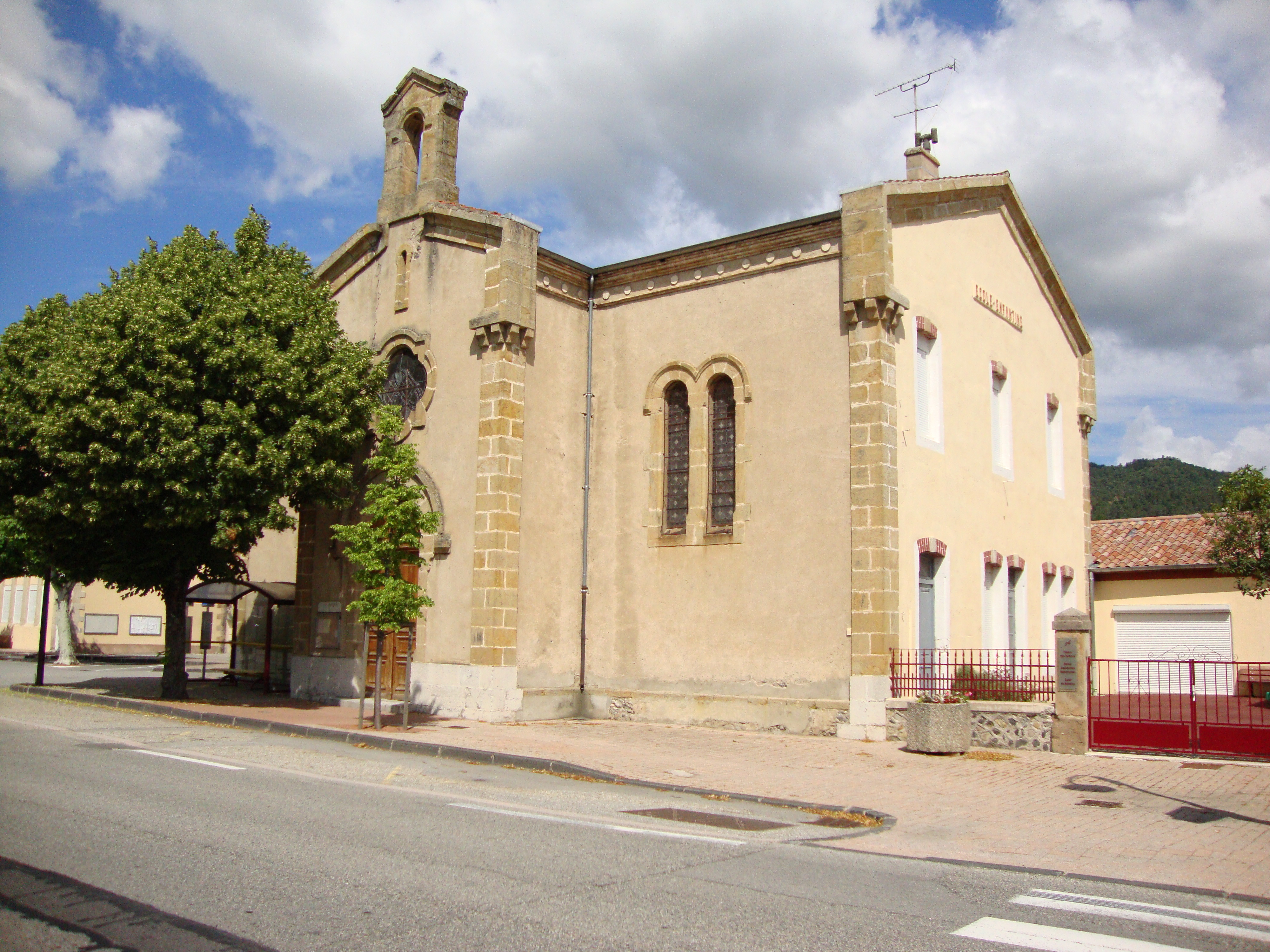
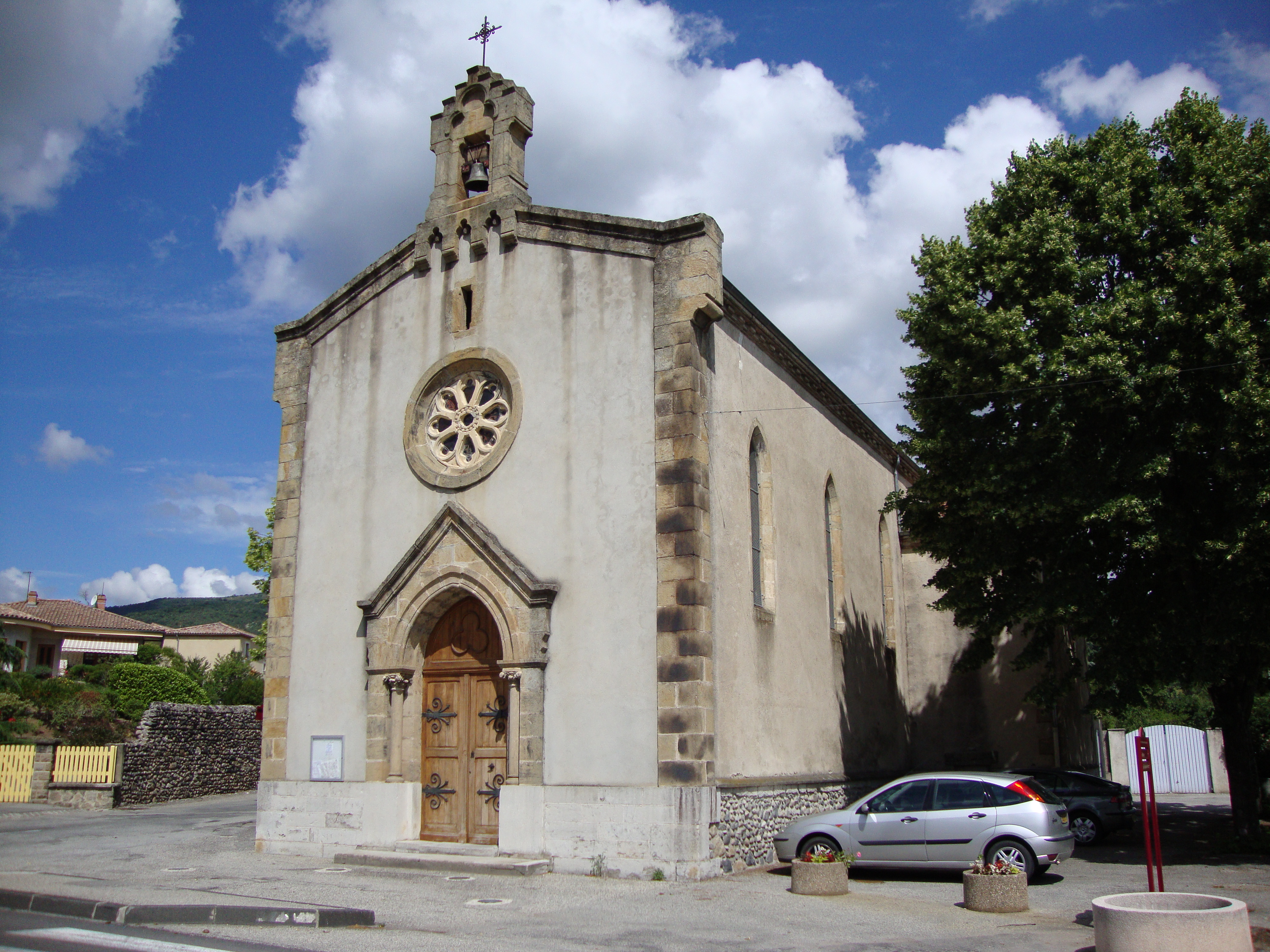
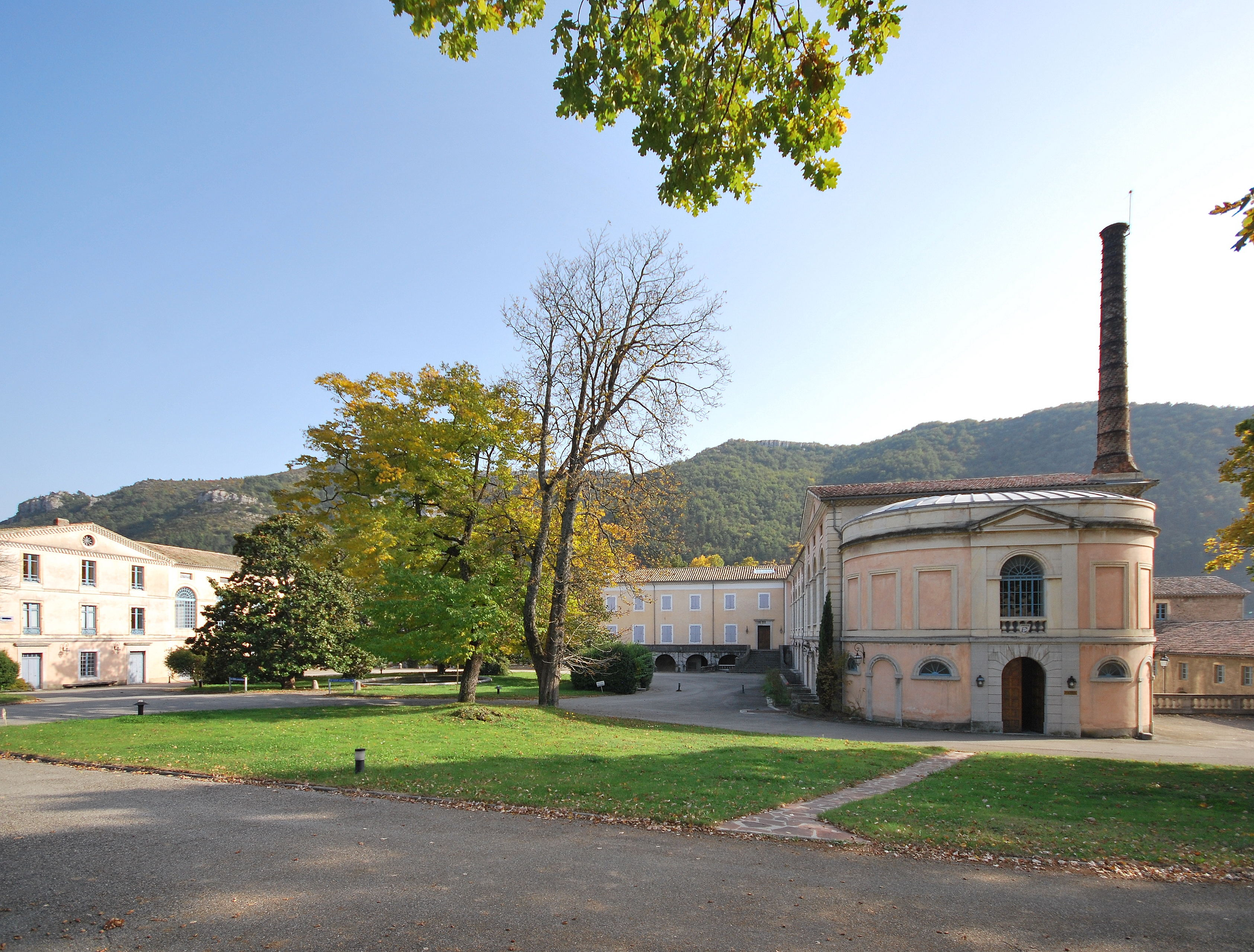
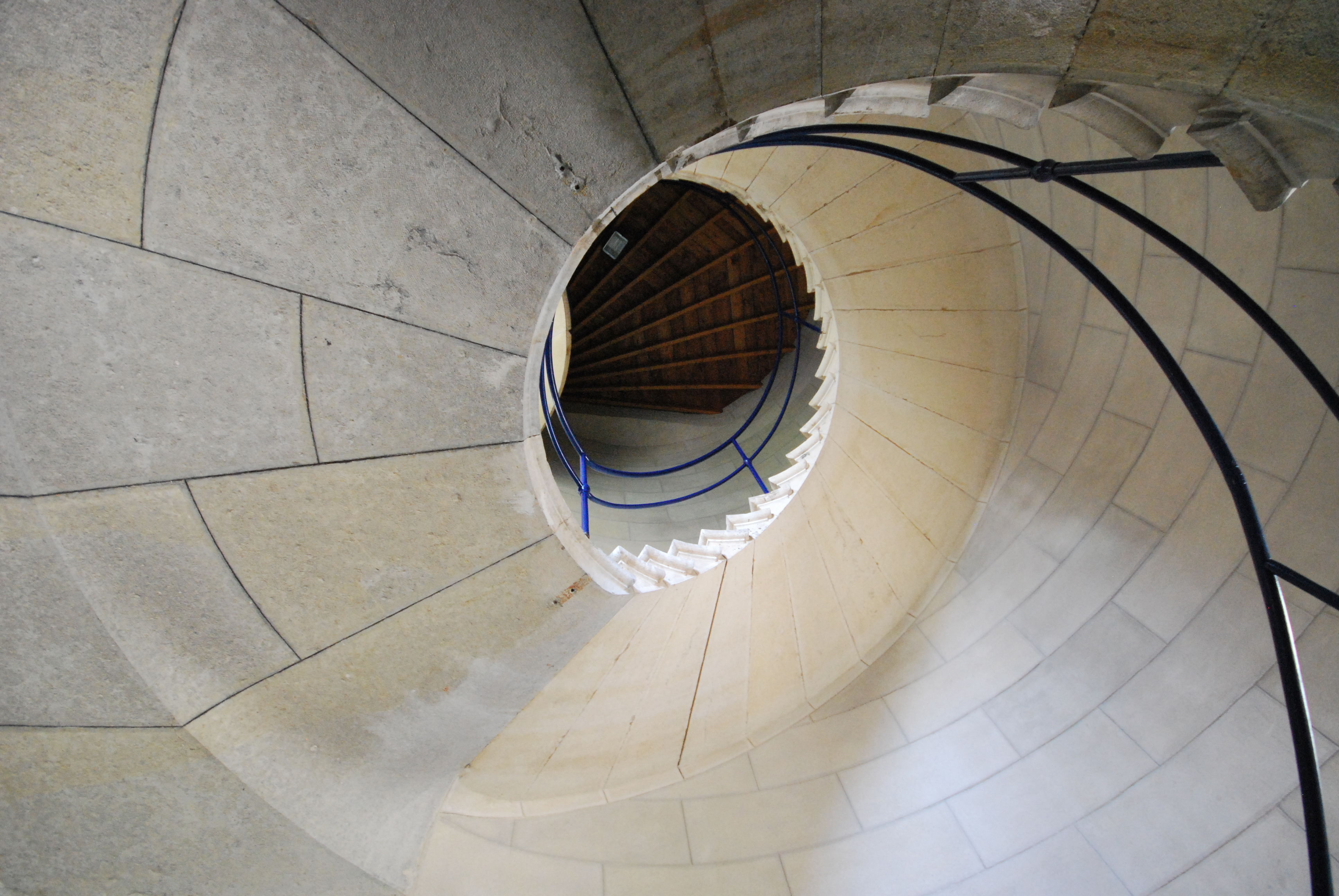
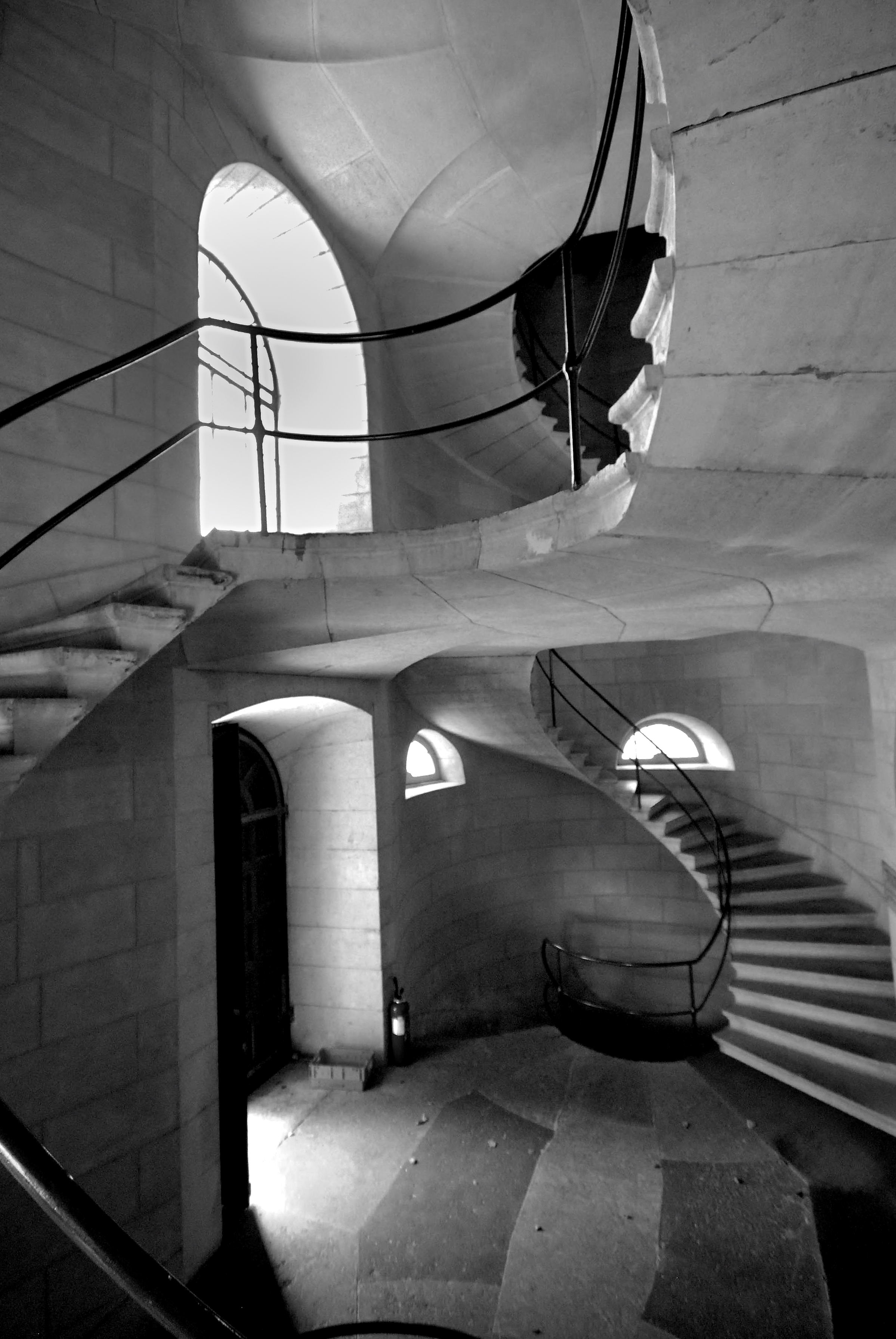